# کویاوی
کویاوی (به چکی: Kujavy) یک منطقهٔ مسکونی در جمهوری چک است که در ناحیه نووی ییتشین واقع شده‌است. کویاوی ۹٫۱۴ کیلومتر مربع مساحت و ۵۶۲ نفر جمعیت دارد و ۲۵۸ متر بالاتر از سطح دریا واقع شده‌است.